# اوپورنو-اوپیتنی پونکت
اوپورنو-اوپیتنی پونکت (به لاتین: Oporno-Opytny Punkt) یک منطقهٔ مسکونی در روسیه است که در استان آرخانگلسک واقع شده‌است.